# Магнитный иммуноанализ
Магнитный иммуноанализ (МИА) — это вид диагностического иммуноанализа, в котором для обнаружения определённого аналита вместо обычных ферментов (ИФА), радиоизотопов (РИА) или флуоресцентных молекул (флуоресцентный иммуноанализ) в качестве меток используются магнитные шарики. MIA предполагает специфическое связывание антитела с антигеном, при этом магнитная метка конъюгируется с одним из элементов пары. Присутствие магнитных бусин затем обнаруживается магнитным считывающим устройством (магнитометром), которое измеряет изменение магнитного поля, индуцированное бусинами. Сигнал, измеряемый магнитометром, пропорционален концентрации аналита (вируса, токсина, бактерии, кардиомаркера и т. д.) в исходном образце.

## Магнитные метки
Магнитные бусины изготовлены из частиц оксида железа нанометрического размера, инкапсулированных или склеенных полимерами. Размер таких магнитных бусин варьируется от 35 нм до 4,5 мкм. Компонентные магнитные наночастицы имеют размер от 5 до 50 нм и проявляют уникальное свойство, называемое суперпарамагнетизмом, в присутствии внешнего магнитного поля. Впервые открытое французом Луи Неелем, лауреатом Нобелевской премии по физике 1970 года, это суперпарамагнитное свойство уже используется в медицине для магнитно-резонансной томографии (МРТ) и в биологических разделениях, но ещё не для маркировки в коммерческих диагностических приложениях. Магнитные этикетки обладают рядом свойств, очень хорошо приспособленных для таких применений:
- они не подвержены влиянию химических реагентов или фотообесцвечиванию и поэтому стабильны во времени,
- магнитный фон в биомолекулярном образце обычно незначителен,
- мутность или окрашивание образца не влияют на магнитные свойства,
- магнитными бусинами можно манипулировать дистанционно с помощью магнетизма.

## Обнаружение
Магнитный иммуноанализ (MIA) позволяет обнаружить определённые молекулы или патогены с помощью магнитно меченного антитела. Функционируя подобно ИФА или Вестерн-блоту, процесс связывания двух антител используется для определения концентрации аналитов. В MIA используются антитела, покрывающие магнитную бусину. Эти антитела непосредственно связываются с нужным патогеном или молекулой, а магнитный сигнал, исходящий от связанных бусин, считывается с помощью магнитометра. Самым большим преимуществом этой технологии для иммуноокрашивания является то, что его можно проводить в жидкой среде, в то время как такие методы, как ИФА или Вестерн-блоттинг, требуют стационарной среды для связывания нужной мишени перед нанесением вторичного антитела (например, HRP [пероксидаза редьки]). Поскольку MIA может проводиться в жидкой среде, в модельной системе можно проводить более точные измерения желаемых молекул. Поскольку для получения количественных результатов не требуется изоляция, пользователи могут отслеживать активность внутри системы. Получая лучшее представление о поведении своей цели.
Способы, с помощью которых может происходить обнаружение, очень многочисленны. Самая основная форма обнаружения заключается в пропускании образца через гравитационную колонку, содержащую полиэтиленовую матрицу с вторичным антителом. Целевое соединение связывается с антителом, содержащимся в матрице, а все остаточные вещества вымываются с помощью выбранного буфера. Затем магнитные антитела пропускаются через ту же колонку, и после инкубационного периода все несвязавшиеся антитела вымываются тем же методом, что и раньше. Показания, полученные с помощью магнитных бусин, связанных с мишенью, которая захватывается антителами на мембране, используются для количественного определения целевого соединения в растворе.
Кроме того, поскольку методология этого метода очень похожа на ELISA или Western Blot, эксперименты по MIA могут быть адаптированы для использования того же метода обнаружения, если исследователь хочет количественно оценить свои данные аналогичным образом.

## Магнитометры
Простой прибор может обнаружить присутствие и измерить общий магнитный сигнал образца, однако проблема разработки эффективного МИА заключается в том, чтобы отделить естественно возникающий магнитный фон (шум) от слабой магнитно меченной мишени (сигнал). Для достижения значимого отношения сигнал/шум (SNR) в биосенсинге применялись различные подходы и устройства:
- гигантские магниторезистивные датчики и спиновые клапаны
- пьезорезистивные кантилеверы
- индуктивные датчики
- сверхпроводящие квантовые интерференционные устройства (SQUID)
- анизотропные магниторезистивные кольца
- и миниатюрные датчики Холла.

Но для улучшения SNR часто требуется сложный прибор, обеспечивающий многократное сканирование и экстраполяцию при обработке данных, или точное выравнивание мишени и датчика миниатюрного и соответствующего размера. Помимо этого требования, МИА, использующий нелинейные магнитные свойства магнитных меток, может эффективно использовать присущую магнитному полю способность проходить через пластик, воду, нитроцеллюлозу и другие материалы, что позволяет проводить истинные объемные измерения в различных форматах иммуноанализа. В отличие от обычных методов, измеряющих восприимчивость суперпарамагнитных материалов, MIA, основанный на нелинейной намагниченности, устраняет влияние линейных диа- или парамагнитных материалов, таких как матрица образца, расходные пластики и/или нитроцеллюлоза. Хотя собственный магнетизм этих материалов очень слаб, с типичными значениями восприимчивости −10-5 (диа) или +10-3 (пара), при исследовании очень малых количеств суперпарамагнитных материалов, например, нанограммов на тест, фоновый сигнал, создаваемый вспомогательными материалами, нельзя игнорировать. В МИА, основанном на нелинейных магнитных свойствах магнитных меток, бусины подвергаются воздействию переменного магнитного поля с двумя частотами, f1 и f2. В присутствии нелинейных материалов, таких как суперпарамагнитные метки, сигнал может быть зарегистрирован на комбинаторных частотах, например, при f = f1 ± 2×f2. Этот сигнал точно пропорционален количеству магнитного материала внутри считывающей катушки.
Эта технология делает возможным магнитный иммуноанализ в различных форматах, таких как:
- традиционный тест бокового потока путем замены золотых меток на магнитные метки
- вертикальные проточные тесты, позволяющие исследовать редкие аналиты (например, бактерии) в образцах большого объёма
- микрофлюидические приложения и биочипы.

Он также был описан для применения in vivo и для многопараметрического тестирования.

## Применение
MIA — это универсальный метод, который может быть использован для широкого спектра практик.
В настоящее время он используется для обнаружения вирусов в растениях, чтобы поймать патогены, которые обычно опустошают посевы, такие как вирус веерного листа винограда, вирус веерного листа винограда и вирус картофеля X. Его адаптации теперь включают портативные устройства, которые позволяют пользователю собирать чувствительные данные в поле.
MIA также может использоваться для мониторинга терапевтических препаратов. В отчете о случае с 53-летним пациентом, которому пересадили почку, подробно описано, как врачи смогли изменить количество терапевтического препарата.